# FK Kaliakra Kavarna
Maillots
Le Futbolen Klub Kaliakra Kavarna (en bulgare : Футболен Клуб Калиакра Каварна), plus couramment abrégé en Kaliakra Kavarna, est un club bulgare de football fondé en 1922 et basé dans la ville de Kavarna.

## Palmarès
| Compétitions nationales                                                                               |
| --- |
| - Championnat de Bulgarie de deuxième division (1) : - Champion : 2009-10. - Vice-champion : 2007-08. |

## Personnalités du club

### Présidents du club
- Zonko Zonev
- Krasimir Todorov

### Entraîneurs du club
| - Filip Filipov (juillet 2010 - octobre 2010) - Antoni Zdravkov (octobre 2010 - mai 2011) - Radostin Trifonov (2011) - Adalbert Zafirov (2011) | - Radostin Trifonov (2011 - 2012) - Vatchko Vatchev (mars 2012 - ?) - Krasen Petkov |